# Стынгэ, Овидиу
Овидиу Стынгэ (рум. Ovidiu Stîngă; род. 12 декабря 1972, Крайова, Румыния) — румынский футболист, завершивший карьеру, играл на позиции полузащитник.

## Карьера игрока

### Клубная
Стынгэ — воспитанник клуба «Университатя» из города Крайова. В составе «Университати» провёл 5 сезонов, в сезоне 1990/91 стал чемпионом чемпионом Румынии, а также стал двукратным обладателем национального кубка. В 1995 году перешёл в испанский клуб «Саламанка», в составе которого сыграл 39 матчей и забил 11 мячей, несмотря на это, его команда не смогла удержаться в чемпионате Испании и выбыла в Сегунду. В 1996 году перешёл в голландский клуб ПСВ, в составе которого стал трёхкратным чемпионом Нидерландов (в сезонах 1996/97, 1999/00 и 2000/01) и трёхкратным обладателем суперкубка. В 2001 году вернулся в Румынию, подписав контракт с бухарестским «Динамо», в составе которого во второй раз в карьере стал чемпионом Румынии. После ухода из «Динамо» выступал за голландский «Хелмонд Спорт» и «Университатю».

### Международная
В 1993—1999 годах провёл 24 матча в составе сборной Румынии. В 1994 году был вызван на чемпионат мира, не сыграв на нём ни одного матча. В 1996 стал участником чемпионата Европы, на котором сыграл один матч против сборной Испании. В 1998 принял участие на чемпионате мира, на самом турнире поучаствовал в двух матчах: против сборной Колумбии и сборной Англии.
| Сборная Румынии | Сборная Румынии | Сборная Румынии |
| Год             | Игр             | Голов           |
| --------------- | --------------- | --------------- |
| 1993            | 6               | 0               |
| 1994            | 3               | 0               |
| 1995            | 2               | 0               |
| 1996            | 5               | 0               |
| 1997            | 0               | 0               |
| 1998            | 8               | 0               |
| Всего           | 24              | 0               |

## Достижения
В качестве игрока
 «Университатя» (Крайова)
- Чемпион Румынии: 1990/91
- Обладатель кубка Румынии: 1990/91, 1992/93

 ПСВ
- Чемпион Нидерландов: 1996/97, 1999/00, 2000/01
- Обладатель суперкубка Нидерландов: 1997, 1998, 2000

 «Динамо» (Бухарест)
- Чемпион Румынии: 2001/02

Личные
- Почётный гражданин Бухареста: 1994[4]